# Vauxhall Bridge
Vauxhall Bridge er en buet stålbro for biltrafik og fodgængere over Themsen i nordvest–sydøst retning, mellem Lambeth Bridge og Grosvenor Bridge i centrale London.
På den nordlige bred er Westminster, med galleriet Tate Britain og skyskraberen Millbank Tower i nordøst, og Pimlico og Pimlico undergrundsstation i nord og øst. På broens sydlige side, ved vejkrydset Vauxhall Cross, er Vauxhall Station og hovedkvarteret til MI6 i sydøst, Kennington i øst, Vauxhall i sydøst og Nine Elms i sydvest.
Den nuværende Vauxhall Bridge blev tegnet af civilingeniøren Alexander Binnie, og senere modifiseret af Maurice Fitzmaurice, for at erstatte en tidligere støbejernsbro. Broen blev fuldført i 1906 og indviet 26. maj af Georg, prins af Wales. Den var den første til at bære sporvogne over Themsen.
Broen er omkring 25 m bred og 250 m lang og har fem stålhvælvinger siddende på granitsokler. Broens mest slående særpræg er en række bronzefigurer på brofesterne.
Den forrige bro på dette sted havde navnet Regent's Bridge og var afgiftsbelagt. Den var tegnet af James Walker og åbnede i 1816. Forhistorien var indviklet, med mindst tre plantegninger forkastet, to af John Rennie – først en stenbro med syv brospænd, derefter en støbejernsbro med 11 spænd – og én af Samuel Bentham. Da broen endelig blev fuldført, med ni brospænd, var det den første jernbro over Themsen i London.
51°29′15″N 0°07′37″V / 51.48750°N 0.12694°V